# Candi Jago

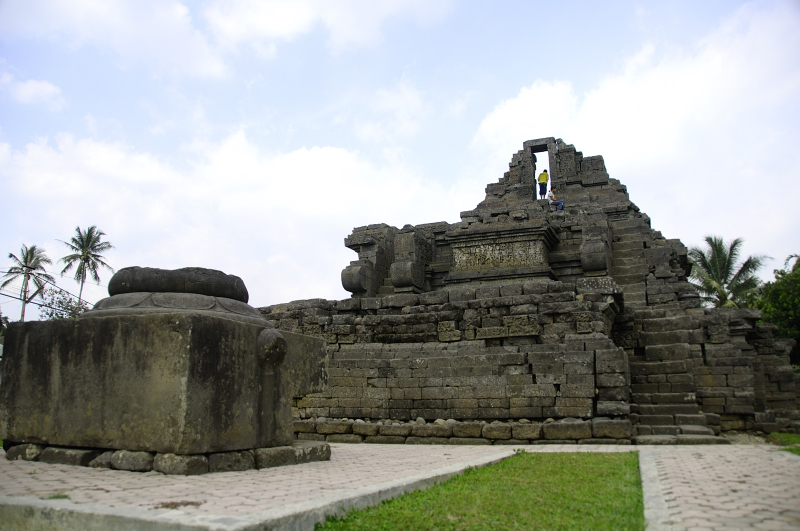
Candi Jago (2008)

Der Candi Jago ist ein hinduistisch-buddhistischer Tempel nahe Malang in der Provinz Jawa Timur, Indonesien.
Der Tempel wurde als Gedenkstätte für Wishnuwardhana errichtet, der der vierte Herrscher von Singhasari gewesen war und im Jahr 1268 eines natürlichen Todes gestorben war. Die Einweihung von Candi Jago geschah wahrscheinlich im Jahr 1280 unter der Ägide von Wishnuwardhanas Sohn Kertanagara. Die Struktur des Bauwerks sowie der Stil des Flachreliefs der ersten Ebene ähneln dem Tempelkomplex Penataran, so dass Candi Jago in seiner heutigen Form vermutlich um die Mitte des 14. Jahrhunderts während der Majapahit-Ära neu erbaut oder der ursprüngliche Tempel in großem Umfang umgebaut wurde. Die buddhistische Statue zum Gedenken an Wishnuwardhana steht bis heute auf der Anlage. Das Nebeneinander von buddhistischen und hinduistischen Elementen ist ein Hinweis auf die überkonfessionelle Religionspraxis während des Majapahit-Reiches.